# صيفرية خيطية
صيفرية خيطية (الاسم العلمي: Flavobacterium filum) هي نوع من البكتيريا، سلبية الغرام، تتبع جنس صيفرية.